# 張泉 (東漢)
張泉（？—219年），武威郡袓厲縣人，三國時期曹魏人物，張繡之子。

## 生平
張泉襲爵，封長樂衛尉。可是後來卻捲進了魏諷的謀反事件，被視為同黨誅戮。
建安二十四年（219年）九月，當曹操征漢中時，魏諷暗中糾結黨眾策劃謀反，欲結合長樂衛尉陳禕一舉襲取鄴城。陳禕原先答應，但後來心不自安，向留守的世子曹丕告密，曹丕誅殺魏諷，被牽連的人物不下數十人，鍾繇、文欽、楊俊、劉廙等獲赦免，劉廙之弟劉偉、王粲的兩個兒子、張泉、宋忠等被處死。